# Сент-Фуа-Сієрі-Кап-Руж
Сент-Фуа-Сієрі-Кап-Руж (фр. Sainte-Foy-Sillery-Cap-Rouge) — один з 6 районів міста Квебек, Канада.
Район був створений 1 листопада 2009 року з колишнього району Сент-Фуа-Сіллері та частини колишнього району Лорантьєн. Ці райони, у свою чергу, були створені 1 січня 2002 року; того ж дня колишнє місто Кап-Руж, невелика частина колишнього міста Сент-Фуа та інші території увійшли до Лорантьєна, тоді як колишнє місто Сіллері та решта Сент-Фуа утворили Сент-Фуа-Сіллері.